# Großsteingräber bei Hude
Die Großsteingräber bei Hude waren vermutlich drei megalithische Grabanlagen der jungsteinzeitlichen Nordgruppe der Trichterbecherkultur bei Hude im Kreis Nordfriesland in Schleswig-Holstein. Sie tragen die Fundplatznummern Hude LA 1, 3 und 4. Für Grab LA 1 ist auch die Bezeichnung Wedewe überliefert.

## Lage
Das Grab LA 4 lag auf dem Reddersberg bei Hude.

## Forschungsgeschichte
Nach einer Chronik des Pastors Deisting aus Schwabstedt wurden irgendwann im 19. Jahrhundert mehrere Grabhügel bei Hude von dänischen Offizieren geöffnet. Darunter befanden sich zwei (LA 3 und 4), die steinerne Grabkammern besessen haben sollen. Die Reste eines weiteren abgetragenen Hügels (LA 1) wurden in den 1930er Jahren unter Leitung von Fritz Tidelski vom Nissenhaus Husum archäologisch untersucht. Hermann Hinz dokumentierte die Standorte der Gräber erneut in seiner 1954 erschienenen Monografie zur Vorgeschichte des Nordfriesischen Festlandes und publizierte darin auch erstmals die Angaben Deistings und die Forschungsergebnisse Tidelskis. Da die Grabungsunterlagen im Zweiten Weltkrieg vernichtet wurden, rekonstruierte Hinz die Angaben zu Grab LA 1 aus Notizen und Erinnerungen Tidelskis sowie aus erhaltenen Teilplänen und Fotos.

## Beschreibung

### Grab LA 1
Die Anlage besaß eine rundliche Hügelschüttung mit einem Durchmesser von 8 m. Der Hügel war bei der Untersuchung bereits größtenteils überpflügt und Tidelski fand hier nur noch eine Steinsetzung vor. Diese enthielt vier Gräber:
Grab I lag etwas südöstlich der Mitte der Steinsetzung. Es bestand aus einem großen Findling mit einer Länge von 3 m. An der Ostseite befand sich halb unter dem Stein eine mit feinem Sand verfüllte Mulde. Der nicht vom Findling verdeckte Teil der Mulde war mit kleineren Steinen zugesetzt. In der Mulde wurde das Skelett eines jungen Individuums gefunden. Grabbeigaben wurden nicht festgestellt.
Grab II lag direkt nördlich des Findlings. Hierbei handelte es sich um die zentrale megalithische Grabkammer. Sie war ost-westlich orientiert und hatte eine Länge von 2,5 m sowie eine Breite von 1,8 m. Die Kammer bestand ursprünglich aus zwei Wandsteinpaaren an den Langseiten und je einem Abschlussstein an den Schmalseiten. Einer der Abschlusssteine war niedriger und ermöglichte den Zugang zur Kammer über die Ecke einer der Schmalseiten (Hinz gibt aber nicht an welche). Nach diesen Angaben ist die Kammer als erweiterter Dolmen anzusprechen. Der Kammerboden besaß ein Pflaster aus Steinplatten und gebranntem Feuerstein. In der Kammer wurden drei Keramikgefäße gefunden: Eine Trichterschale, ein Trichterbecher und ein kleiner Becher.
Grab III lag am Westrand der Steinsetzung. Es handelte sich um ein nord-südlich orientiertes Rollsteinpflaster mit einer Länge von 3 m und einer Breite von 1,2 m. Die Ränder waren erhöht. Auf dem Pflaster hatte ein nicht erhaltener Baumsarg geruht. Funde wurden in diesem Bereich nicht gemacht.
Grab IV lag am Ostrand der Steinsetzung. Es handelte sich um ein nord-südlich orientiertes Rollsteinpflaster mit einer Länge von 2,5 m und einer Breite von 0,8 m. Auf dem Pflaster hatte ein nicht erhaltener Baumsarg geruht. Auf dem Pflaster selbst wurden keine Funde gemacht, unterhalb wurden allerdings am Ostrand einige Scherben gefunden.
Auf dem großen Findling wurde Leichenbrand gefunden, der aus einer Nachbestattung stammt.
Weiterhin gab es Streufunde, vor allem in Nordostteil der Steinsetzung. Hierzu gehörten zwei Bernstein-Perlen sowie Keramikscherben, von denen sich einige zu einer Vase und einem Becher rekonstruieren ließen.

### Grab LA 3
Die Anlage besaß eine rundliche Hügelschüttung unbekannter Größe, die sich bei Hinz’ Dokumentation noch als helle Verfärbung mit einem dunklen Rand im Gelände abzeichnete. Nach Deisting soll der Hügel eine steinerne Grabkammer enthalten haben, über deren Maße, Orientierung und Typ keine Angaben vorliegen.

### Grab LA 4
Die Anlage besaß eine Hügelschüttung unbekannter Form und Größe, die sich bei Hinz’ Dokumentation noch als flache Erhebung und als Verdickung in einer Wallhecke abzeichnete. Nach Deisting soll der Hügel eine steinerne Grabkammer enthalten haben, über deren Maße, Orientierung und Typ keine Angaben vorliegen.